# Kamil Kopúnek
Kamil Kopúnek (Trnava, 18 maggio 1984) è un ex calciatore slovacco, di ruolo centrocampista.

## Carriera

### Spartak Trnava
Nel 2002 esordisce nella prima squadra dello Spartak Trnava compagine slovacca e principale squadra della sua città natale. In 9 stagioni colleziona tre quarti posti (2003, 2004, 2008); due terzi (2006, 2009); un quinto posto (2005), un settimo (2010) ed un undicesimo posto nel 2007 per cui la squadra ha dovuto giocare una poule retrocessione per non retrocedere e non è retrocessa giocando quasi tutte le stagioni da titolare. Partecipa anche alla UEFA Europa League ma non passa il primo turno (Sarajevo 2-1 Spartak Trnava). Sfiora la Coppa di Slovacchia in tre occasioni: nel 2006, 0-0 in 120 minuti e 4-3 ai rigori per il Ruzomberok; nel 2008 1-0 per il Artmedia Petržalka e nel 2010 6-0 per lo Slovan Bratislava.

### I prestiti al Saturn Ramenskoe e al Bari
Dopo i mondiali in Sudafrica viene ingaggiato in prestito dalla squadra russa del Saturn.
Nel gennaio 2011 si trasferisce alla squadra italiana del Bari con la formula del prestito. Esordisce nel campionato italiano il 13 marzo 2011 in Milan-Bari (1-1). Gioca la sua prima partita da titolare nel match casalingo contro la Roma, rocambolesca partita terminata 2-3, con rete decisiva segnata al 94' da Rosi. Il Bari alla fine della stagione 2010-2011 retrocede in B.
Durante il mercato estivo, il giocatore si allena con la formazione del Bari giocando anche le partite amichevoli, nonostante non abbia ancora un contratto per la stagione 2011-12 ma successivamente viene tesserato. Il 17 gennaio 2012 rescinde il contratto con il Bari.

### Slovan Bratislava
Dopo la rescissione del contratto con il Bari, il 21 gennaio 2012 il centrocampista slovacco passa a parametro zero allo Slovan Bratislava. Nel gennaio 2014 si trasferisce poi al Rəvan Baku, in Azerbaigian.

### Ravan baku ed il passaggio in ungheria
Nel gennaio 2014 si trasferisce poi al Rəvan Baku, in Azerbaigian, giocando 11 partite. ad ottobre 2014 dopo soli dieci mesi si svincola dal club azerbaigiano accasandosi con l'Haladas nella massima serie magiara.

### Nazionale
Viene chiamato per la prima volta nel 2006. È presente tra i 23 che vanno in Sudafrica a giocare il mondiale. La Slovacchia capita in un girone non troppo facile con Italia, Nuova Zelanda e Paraguay. Kopunek non gioca le prime partite contro Nuova Zelanda e Paraguay (1-1 e 0-2) ma entra negli ultimi minuti di Slovacchia-Italia sul punteggio di 2-1 per gli slovacchi: sfrutta una rimessa ben fatta per insaccare il pallone alle spalle di Marchetti con un pregevole pallonetto, siglando il momentaneo 3-1. L'Italia segnerà quasi allo scadere il 3-2 ma la Slovacchia passerà il girone come seconda, dietro il Paraguay eliminando gli azzurri dal Mondiale. Gioca anche contro i Paesi Bassi la partita persa per 2-1 dove subentra a Erik Jendrišek.

## Statistiche

### Cronologia presenze e reti in nazionale
| Cronologia completa delle presenze e delle reti in nazionale ― Slovacchia | Cronologia completa delle presenze e delle reti in nazionale ― Slovacchia | Cronologia completa delle presenze e delle reti in nazionale ― Slovacchia | Cronologia completa delle presenze e delle reti in nazionale ― Slovacchia | Cronologia completa delle presenze e delle reti in nazionale ― Slovacchia | Cronologia completa delle presenze e delle reti in nazionale ― Slovacchia | Cronologia completa delle presenze e delle reti in nazionale ― Slovacchia | Cronologia completa delle presenze e delle reti in nazionale ― Slovacchia |
| Data                                                                      | Città                                                                     | In casa                                                                   | Risultato                                                                 | Ospiti                                                                    | Competizione                                                              | Reti                                                                      | Note                                                                      |
| ------------------------------------------------------------------------- | ------------------------------------------------------------------------- | ------------------------------------------------------------------------- | ------------------------------------------------------------------------- | ------------------------------------------------------------------------- | ------------------------------------------------------------------------- | ------------------------------------------------------------------------- | ------------------------------------------------------------------------- |
| 1-3-2006                                                                  | Saint-Denis                                                               | Francia                                                                   | 1 – 2                                                                     | Slovacchia                                                                | Amichevole                                                                | -                                                                         | 90’                                                                       |
| 20-5-2006                                                                 | Trnava                                                                    | Slovacchia                                                                | 1 – 1                                                                     | Belgio                                                                    | Amichevole                                                                | -                                                                         | 80’                                                                       |
| 10-12-2006                                                                | Abu Dhabi                                                                 | Emirati Arabi Uniti                                                       | 1 – 2                                                                     | Slovacchia                                                                | Amichevole                                                                | -                                                                         | 37’ 65’                                                                   |
| 12-8-2009                                                                 | Reykjavík                                                                 | Islanda                                                                   | 1 – 1                                                                     | Slovacchia                                                                | Amichevole                                                                | -                                                                         | 79’                                                                       |
| 9-9-2009                                                                  | Belfast                                                                   | Irlanda del Nord                                                          | 0 – 2                                                                     | Slovacchia                                                                | Qual. Mondiali 2010                                                       | -                                                                         |                                                                           |
| 14-10-2009                                                                | Chorzów                                                                   | Polonia                                                                   | 0 – 1                                                                     | Slovacchia                                                                | Qual. Mondiali 2010                                                       | -                                                                         |                                                                           |
| 3-3-2010                                                                  | Žilina                                                                    | Slovacchia                                                                | 0 – 1                                                                     | Norvegia                                                                  | Amichevole                                                                | -                                                                         | 74’                                                                       |
| 29-5-2010                                                                 | Klagenfurt                                                                | Slovacchia                                                                | 1 – 1                                                                     | Camerun                                                                   | Amichevole                                                                | 1                                                                         |                                                                           |
| 5-6-2010                                                                  | Bratislava                                                                | Slovacchia                                                                | 3 – 0                                                                     | Costa Rica                                                                | Amichevole                                                                | -                                                                         | 46’                                                                       |
| 24-6-2010                                                                 | Johannesburg                                                              | Slovacchia                                                                | 3 – 2                                                                     | Italia                                                                    | Mondiali 2010 - 1º turno                                                  | 1                                                                         | 87’                                                                       |
| 28-6-2010                                                                 | Durban                                                                    | Paesi Bassi                                                               | 2 – 1                                                                     | Slovacchia                                                                | Mondiali 2010 - Ottavi di finale                                          | -                                                                         | 71’                                                                       |
| 11-8-2010                                                                 | Bratislava                                                                | Slovacchia                                                                | 1 – 1                                                                     | Croazia                                                                   | Amichevole                                                                | -                                                                         | 46’                                                                       |
| 8-10-2010                                                                 | Erevan                                                                    | Armenia                                                                   | 3 – 1                                                                     | Slovacchia                                                                | Qual. Euro 2012                                                           | -                                                                         | 47’ 55’                                                                   |
| 17-11-2010                                                                | Bratislava                                                                | Slovacchia                                                                | 2 – 3                                                                     | Bosnia ed Erzegovina                                                      | Amichevole                                                                | -                                                                         | 79’                                                                       |
| 29-3-2011                                                                 | Trnava                                                                    | Slovacchia                                                                | 1 – 2                                                                     | Danimarca                                                                 | Amichevole                                                                | -                                                                         | 77’                                                                       |
| 29-2-2012                                                                 | Bursa                                                                     | Turchia                                                                   | 1 – 2                                                                     | Slovacchia                                                                | Amichevole                                                                | -                                                                         |                                                                           |
| 30-5-2012                                                                 | Rotterdam                                                                 | Paesi Bassi                                                               | 2 – 0                                                                     | Slovacchia                                                                | Amichevole                                                                | -                                                                         | 82’                                                                       |
| Totale                                                                    |                                                                           | Presenze                                                                  | 17                                                                        |                                                                           | Reti                                                                      | 2                                                                         |                                                                           |

## Palmarès

### Club

#### Competizioni nazionali
- Campionato slovacco: 1

Slovan Bratislava: 2012-2013
- Coppa di Slovacchia: 1

Slovan Bratislava: 2012-2013